# Herb Dobiegniewa
Herb Dobiegniewa – jeden z symboli miasta Dobiegniew i gminy Dobiegniew w postaci herbu określony w uchwale nr VI/60/2003 rady miejskiej z 30 czerwca 2003. 

## Wygląd i symbolika
Herb przedstawia na polu czerwonym tarczy herbowej różę ze złotym środkiem, o pięciu płatkach barwy srebrnej, z listkami zielonymi.